# Vilar Barroco
Vilar Barroco ist ein Ort und eine ehemalige Gemeinde (Freguesia) im portugiesischen Kreis Oleiros. Die Gemeinde hatte 113 Einwohner (Stand 30. Juni 2011).
Am 29. September 2013 wurden die Gemeinden Vilar Barroco und Estreito zur neuen Gemeinde Estreito — Vilar Barroco zusammengeschlossen.